# William McKee
Pour les articles homonymes, voir McKee.
William Desmond McKee, né le 27 août 1923 à Belfast (Irlande du Nord) et mort le 28 janvier 1982, est un joueur de rugby à XV, qui a joué avec l'équipe d'Irlande de 1947 à 1951, évoluant au poste de centre. 
Il a obtenu 12 sélections nationales avec l'équipe d'Irlande.
Il remporte le Grand Chelem en 1948 au sein d'une brillante équipe qui gagne une autre fois en 1949 le Tournoi.

## Équipe nationale
Il a eu sa première cape internationale, le 6 décembre 1947 avec l'équipe d'Irlande, à l’occasion d’un test-match contre l'équipe d'Australie. Son dernier match eut lieu le 8 décembre 1951 contre les Springboks.
Il participe au Tournoi des Cinq Nations de 1948 à 1950.

## Palmarès
- 12 sélections
- 2 essais
- 6 points
- Sélections par année : 1 en 1947, 4 en 1948, 4 en 1949, 2 en 1950, 1 en 1951
- Tournois des Cinq Nations disputés: 1948, 1949, 1950.